# Josef II.

Velký osobní znak císaře Josefa II.

Josef II. (13. března 1741 Vídeň – 20. února 1790 Vídeň) byl v letech 1765 až 1790 císař Svaté říše římské a v letech 1780 až 1790 král uherský a (nekorunovaný) král český, markrabě moravský a arcivévoda rakouský. Byl jedním z nejvýznamnějších panovnických představitelů evropského osvícenství, prosadil řadu osvícenských reforem. V českých zemích se těšil obzvláštní oblibě, např. častý výskyt jména Josef je odrazem jeho obliby mezi lidem, jehož postavení podstatně zlepšil. Díky jeho oblibě u sedláků mu začal prostý lid přezdívat „selský panovník“.
Jeho sochy byly po rozpadu Rakouska-Uherska v roce 1918, případně po roce 1945 z českých ulic jako symbol habsburského mocnářství a germanizace odstraněny, nebo alespoň přemístěny do ústraní (např. roku 1919 v Brně nebo roku 1920 v Teplicích). V Praze byla roku 2014 instalována jeho socha na nádvoří Všeobecné fakultní nemocnice. Další sochy Josefa II. je možné opět vidět v některých městech a obcích, např. v Trutnově, Jaroměři, Kadani, Uničově, Kunraticích u Cvikova atd. Socha ze zaniklého pomníku v Brně je umístěna v areálu psychiatrické nemocnice v Brně-Černovicích.

## Rodina
Josef II. se narodil jako arcivévoda Josef Habsbursko-Lotrinský, nejstarší syn rakouské, české a uherské panovnice Marie Terezie a císaře Svaté říše římské národa německého Františka I. a ještě téhož dne byl pokřtěn jako Josephus Benedictus Joannes Antonius Michael Adamus. Mezi jeho početné sourozence patřili např. pozdější císař Leopold II. či Marie Antonie provdaná za francouzského dauphina, budoucího krále Ludvíka XVI., známější spíše pod jménem Marie Antoinetta.
V dětství měl Josef spory se svým mladším bratrem Karlem Josefem, který často říkal, že má v úmyslu bojovat s Josefem o císařskou korunu. Karel Josef si svou otevřenou povahou a šarmem dokázal získat jak rodiče, tak i sourozence, a Marie Terezie mu dávala otevřeně přednost před tvrdohlavým Josefem, jehož cynismus a pesimismus nesnášela. Po smrti Karla Josefa na neštovice se stal Josefovým možným budoucím nástupcem jejich mladší bratr Leopold, který s Josefem vycházel dobře a podporoval jeho osvícenské reformy, i když dával přednost kompromisu před Josefovým autoritářským stylem, což vedlo v 80. letech k ochladnutí ve vztahu mezi bratry. Bezdětný Josef určil svým nástupcem Leopoldova syna Františka, kterého v roce 1784 povolal z Toskánska na vídeňský dvůr.

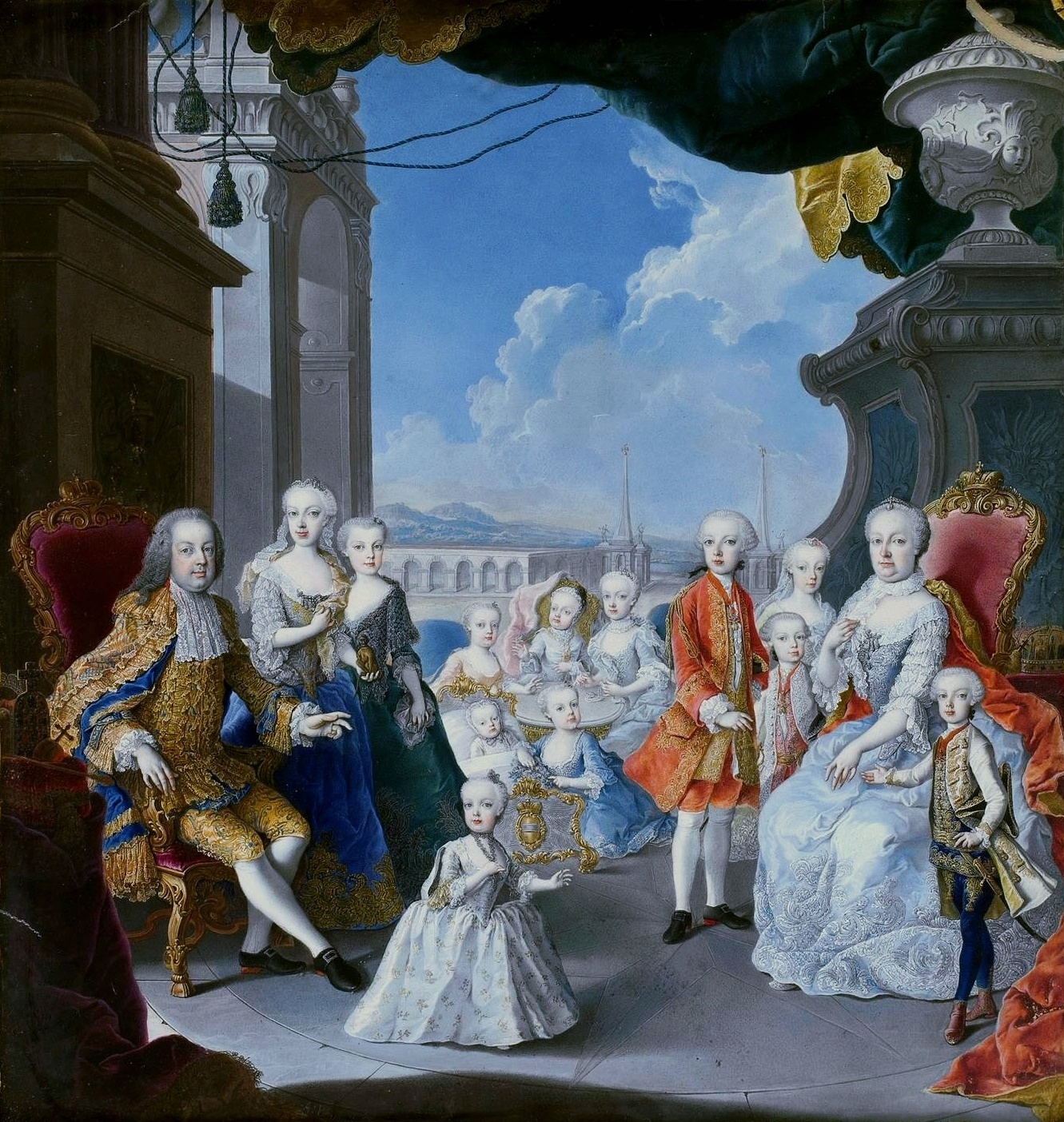
Josef se svými rodiči a sourozenci v roce 1756

Josef byl prvním panovníkem pocházejícím z habsbursko-lotrinské dynastie. Byl dvakrát ženatý. Poprvé s Isabelou Parmskou (1760 až 1763), kterou hluboce miloval, ale ona jeho city neopětovala. S Isabelou měl dvě dcery: Marii Terezii, která ve svých sedmi letech (24. ledna 1770) zemřela na zápal plic, a Kristýnu (která zemřela druhý den po porodu). Po předčasné smrti své první manželky již nebyl schopen navázat bližší citový vztah k jiné ženě, a to ani ke své druhé choti, kterou byla jeho sestřenice druhého stupně, dcera císaře Karla VII. Bavorského a Marie Amálie Habsburské, Marie Josefa Bavorská (1764–1767). K tomuto druhému sňatku donutila Josefa jeho matka, císařovna Marie Terezie, manželství však patrně nebylo ani konzumováno.

## Vláda

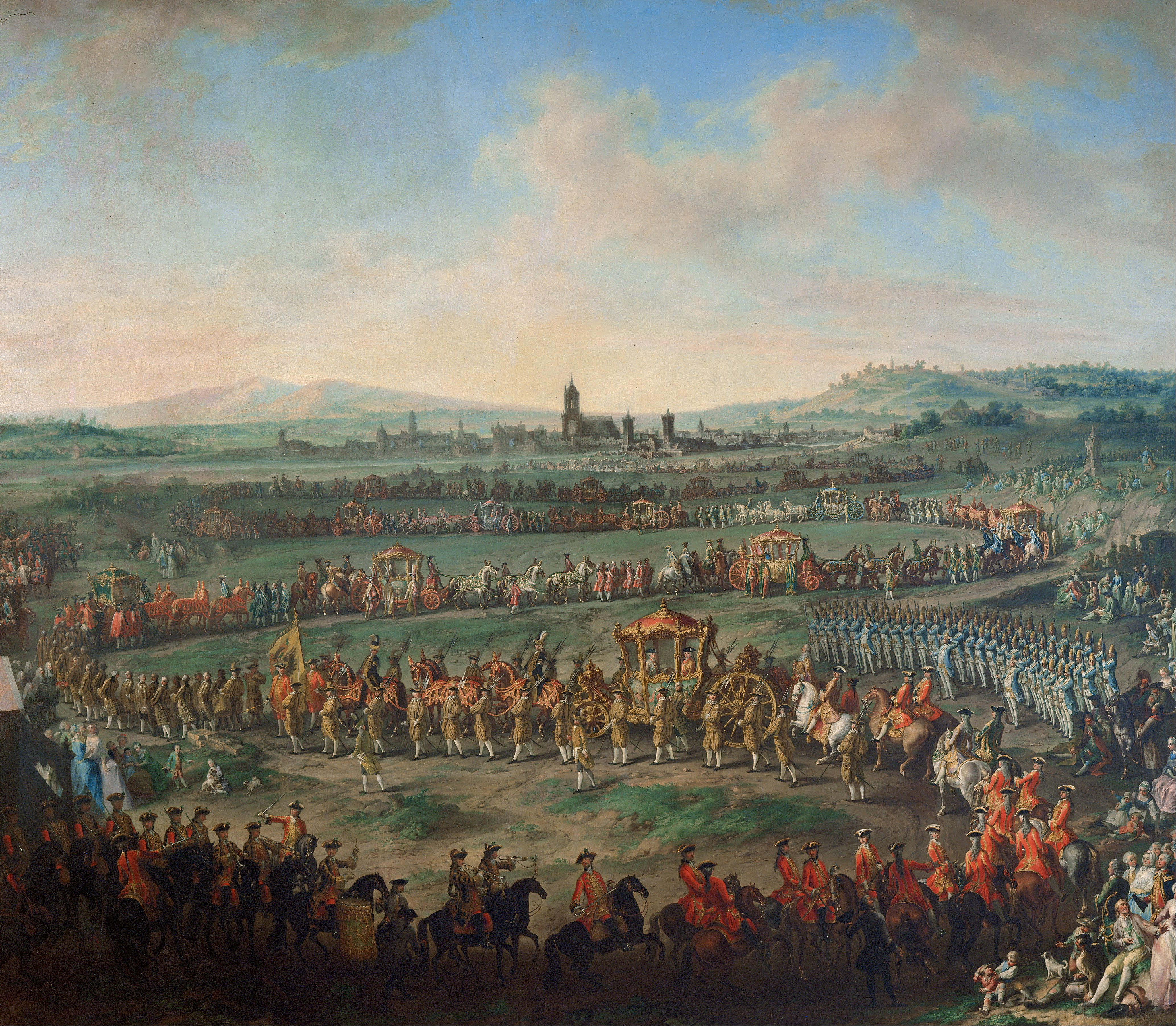
Korunovační průvod ve Frankfurtu během korunovace Josefa II. na císaře Svaté říše římské

Již od mládí se Josef II. zajímal o správní otázky matčiny říše. Inkognito (pod jménem hrabě von Falkenstein) podnikl řadu cest po korunních državách.
V roce 1764 proběhla ve Frankfurtu Josefova korunovace na římského krále. Po smrti svého otce Františka I. Štěpána Lotrinského se roku 1765 stává císařem Svaté říše římské a vládne po boku Marie Terezie. Jako dvorního skladatele si zvolil Antonia Salieriho (zde stojí za zmínění, že mezi jeho hudební oblíbence patřil i Mozart). Faktickou moc však v rukou stále třímala Marie Terezie. V tomto období se se svou matkou často dostával do ostrých konfliktů. Zatímco Josef II. přistupoval k reformě říše jako osvícenský panovník, Marie Terezie tento myšlenkový proud nikdy plně nepřijala a dala se více vést svou hlubokou katolickou zbožností.
7. dubna 1766 císař Josef II. otevřel ve Vídni bývalý lovecký revír pro veřejnost. Od tohoto jeho vyhlášení směl být Prátr využíván ve všech ročních obdobích bez rozdílu pro každého.
V roce 1770 postihl Čechy velký hladomor. Josef po návštěvě Čech roku 1771 napsal své matce: „Čechy se málem položily. Hlad ničí zemi, a bude tuto zemi ničit ještě více, protože nikdo neví, co podniknout.“ Po zjištění rozsahu hladomoru požádal Marii Terezii o zásah a pomoc. Byl zakázán vývoz obilí z území celé říše. Josef II. také nařídil otevřít armádní sýpky a do Čech a na Moravu se následně začalo dovážet obilí z okolních zemí. Ani to ale nebylo dostačující. Svého vrcholu dosáhla krize během roku 1771, během kterého vzrostla čísla zemřelých v důsledku hladomoru na stovky tisíc lidí. Zlepšení pak přinesla až úroda roku 1772.
Společně s kancléřem Kounicem prosadil proti Marii Terezii první dělení Polska, při kterém Rakousko získalo Halič. Podporoval náboženskou toleranci a v době náboženských nepokojů na Valašsku, které vypukly v roce 1777, napsal, že „Poznat pravé náboženství je vzácný dar boží. Toho však nelze dosáhnout násilnými prostředky.“
Od smrti své matky v roce 1780 vládl sám a byl zvolen i králem českým a uherským. V této době také prosadil své hlavní reformy. Pracoval dvanáct až osmnáct hodin denně. Během své vlády vydal přes 6000 výnosů (v průměru téměř 2 denně). Za nejdůležitější z nich lze považovat zrušení cenzury (později ji znovu obnovil, ale podstatně omezenou), toleranční patent a zrušení nevolnictví (všechny tři vydány roku 1781).
Mezi další důležité změny patřilo: zlepšení postavení Židů, srovnání daní a možností provozovat řemesla, změna doplňování vojska, zpřesnění katastru půdy a domů (josefínský katastr), reforma trestního práva (mj. v podstatě zrušen trest smrti), zavedení nových úřadů a úředních hodin, tajná policie, zřízení sítě nemocnic, porodnic, nalezinců, blázinec, reformy školství, reformy ovlivňující katolickou církev. Některé šly proti církvi, jako například zrušení klášterů, které se nezabývaly vzděláváním, zdravotnictvím nebo vědou (téměř polovina). Některé však mohly katolické církvi dlouhodobě prospět. Např. možnost odchodu do důchodu pro staré kněze. Stát rovněž převzal výuku kněží (později zrušeno).
Mnoho reforem se v praxi ovšem ukázalo jako nepřínosných nebo dokonce nepřijatelných. Některé byly zrušeny ještě za Josefova života, například zákaz pohřbívání v rakvích, které mělo být nahrazeno pohřbíváním v plátěných pytlích do hrobů vysypaných vápnem, aby se ušetřilo dřevo a stromy. Mnohé reformy byly zrušeny po jeho smrti, například radikální reforma daňového systému.
Podle některých pramenů mu ke konci života, kdy navíc i císařství bylo v těžké situaci, úředníci podstrkovali k podpisu nařízení rušící řadu reforem, přičemž Josef už možná ani nevěděl, co podepisuje. [zdroj?] Díky jeho rozhodnému a nekompromisnímu postupu v předchozích letech však řada reforem už odvolat nešla.

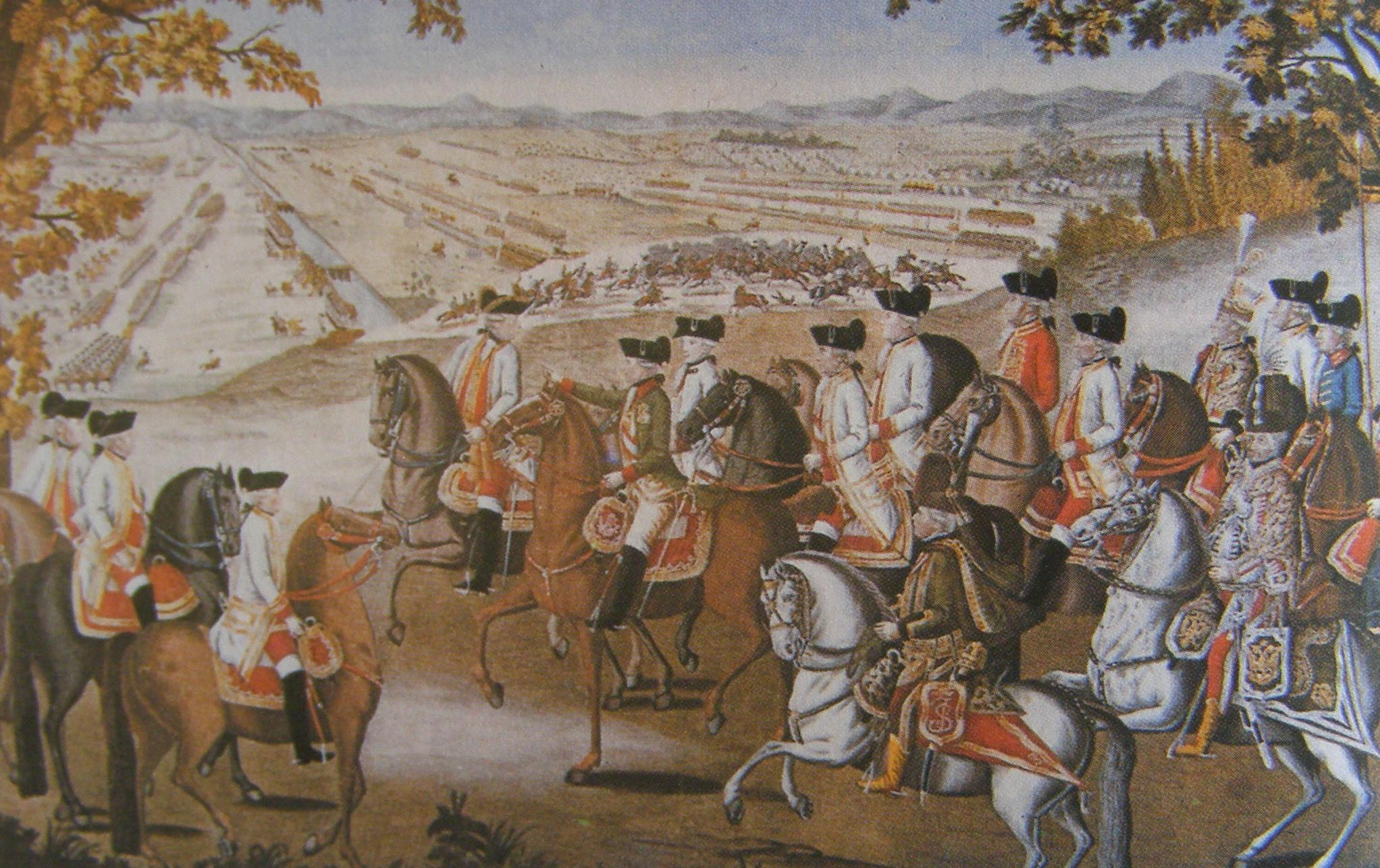
Josef v čele svých vojsk během tureckého tažení na Balkáně roku 1787

Roku 1787 se Josef vypravil na návštěvu Krymu, kde měl spolu s ruskou carevnou Kateřinou Velikou dohodnout válku proti Osmanské říši. Touto válkou však svou vnitropolitickou situaci ke konci své vlády ještě podstatně zhoršil. Josef II. se postavil do čela svých vojsk, ale situace na bojišti se vyvíjela špatně a Josef se těžce nemocen vrátil do Vídně. Situaci Rakouska nakonec zachránil maršál Laudon, který v říjnu roku 1789 dobyl Bělehrad.
Roku 1789 vypuklo povstání v Rakouském Nizozemí a bouřila se také uherská šlechta. Josef II. zemřel (částečně zřejmě i v důsledku přepracování) v roce 1790. Na trůn po něm nastoupil jeho mladší bratr Leopold II.

## Reformy

### Osvícenský absolutismus

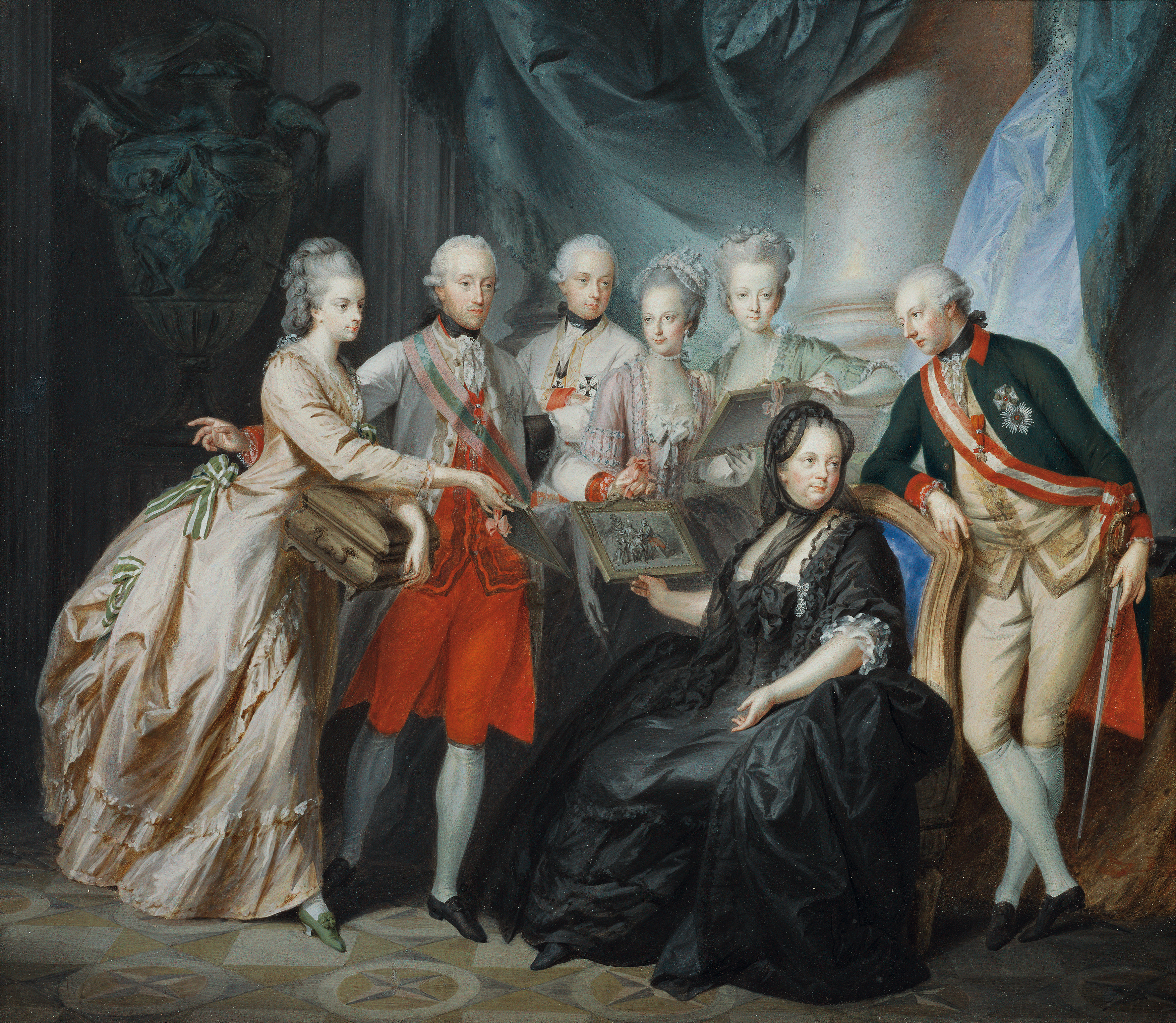
Josef II. jako spoluvladař se svou matkou v roce 1776

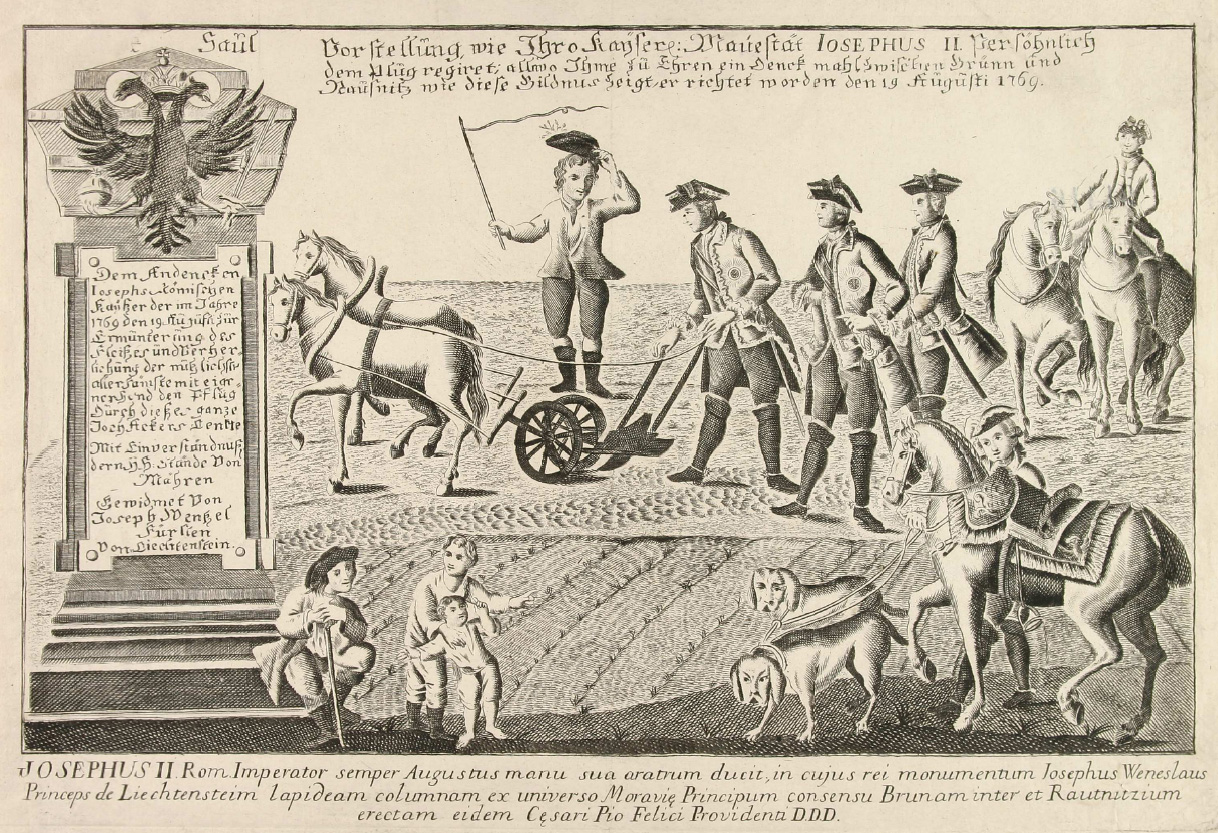
Josef II. na poli u Slavíkovic

Josef II. je předním představitelem osvícenského absolutismu a i v evropském měřítku byl panovníkem nevšedního významu. Hospodářství Habsburské monarchie zaostávalo oproti Nizozemsku, Anglii či Francii nejméně o půl století. Ideový monopol katolické církve a s ním související trvalý odliv obyvatelstva brzdil rozvoj státu. Josef II. obdivoval pruského krále Fridricha II., dlouhodobého nepřítele své matky. Dne 29. června 1766 navštívil se svou družinou Ochranov, tehdy proslulé středisko exulantů, a na vlastní oči se přesvědčil, jak vysoký podíl nesou exulanti na prosperitě země, jež je přijala. Josef II. ve své snaze o reformu říše podnikl velkou řadu kroků, které byly prvotně zamýšleny ke zvýšení účinnosti hospodářství a státní správy, ale ve výsledku přispěly k nebývalému zkvalitnění života jeho poddaných (Josef II. vycházel z jednoduchého předpokladu, že je-li poddaný relativně zdravý a spokojený, je říši prospěšnější, proto v tomto směru podnikl řadu regulací, např. v oblasti státní správy, náboženství, hygieny a zdraví apod.).
Zásadní změnu života v habsburských državách přinesly tzv. Toleranční patenty a Patenty o zrušení nevolnictví v Praze.

### Toleranční patent
Prvním z velkých patentů byl tzv. toleranční patent, jako datum jeho vydání se udává 13. října 1781, ve skutečnosti však šlo spíš o sérii nařízení upravujících problematiku tolerance různě pro různé země monarchie. Důvodem vydání patentu bylo zastavit emigraci vlastního obyvatelstva do početných exulantských kolonií v sousedních zemích, dále pak snaha vyjít vstříc osvícenskému evropskému trendu a současně se kultivovaným způsobem vyrovnat se zbytky zejména evangelického podzemí. Toleranční patent tuto menšinu vyvedl z ilegality, a tím zviditelnil, takže na ni mohlo být působeno cíleně ideologicky, politicky i ekonomicky. Ale i po vydání tolerančního patentu byly až do roku 1783 skupiny nežádoucích osob „transmigrovány“.
Toleranční patent rušil církevní monopol katolické církve v rakouských korunních zemích a dovoloval vedle katolického vyznání také luteránské, kalvínské a pravoslaví. Nešlo o zrovnoprávnění, ale o „toleranci“, jakési trpění nekatolických vyznání, která byla vystavena řadě znevýhodňujících nařízení. Přesto šlo o zásadní čin v otázce svobody vyznání v císařství.
Podobným způsobem byla víc tolerována i židovská víra. V roce 1783 byl totiž uveden v platnost patent Systematica Gentis Judaicae Regulatio. Židé se od té doby mohli věnovat většině běžných povolání, studovat na univerzitách, v některých oblastech dokonce mohli vlastnit půdu. Bylo zrušeno potupné označování žlutým kolečkem, někde mohli být oslovováni „pane“ místo „žide“. Nadále např. nesměli vstupovat do státních služeb. Zrušil tzv. „židovské mýto“ (Židé ho museli platit u městských bran), zakázal tzv. „křty z nouze“ (židovské dítě, někým zpravidla proti vůli rodičů pokřtěné, muselo být v důsledku toho odebráno rodičům, protože už se nemohlo stát židem).
Byla ovšem zároveň zrušena rabínská soudní pravomoc, hebrejština a jidiš už pro Židy neplatily jako úřední řeč, každý Žid musel přijmout německé jméno.

### Sekularizace

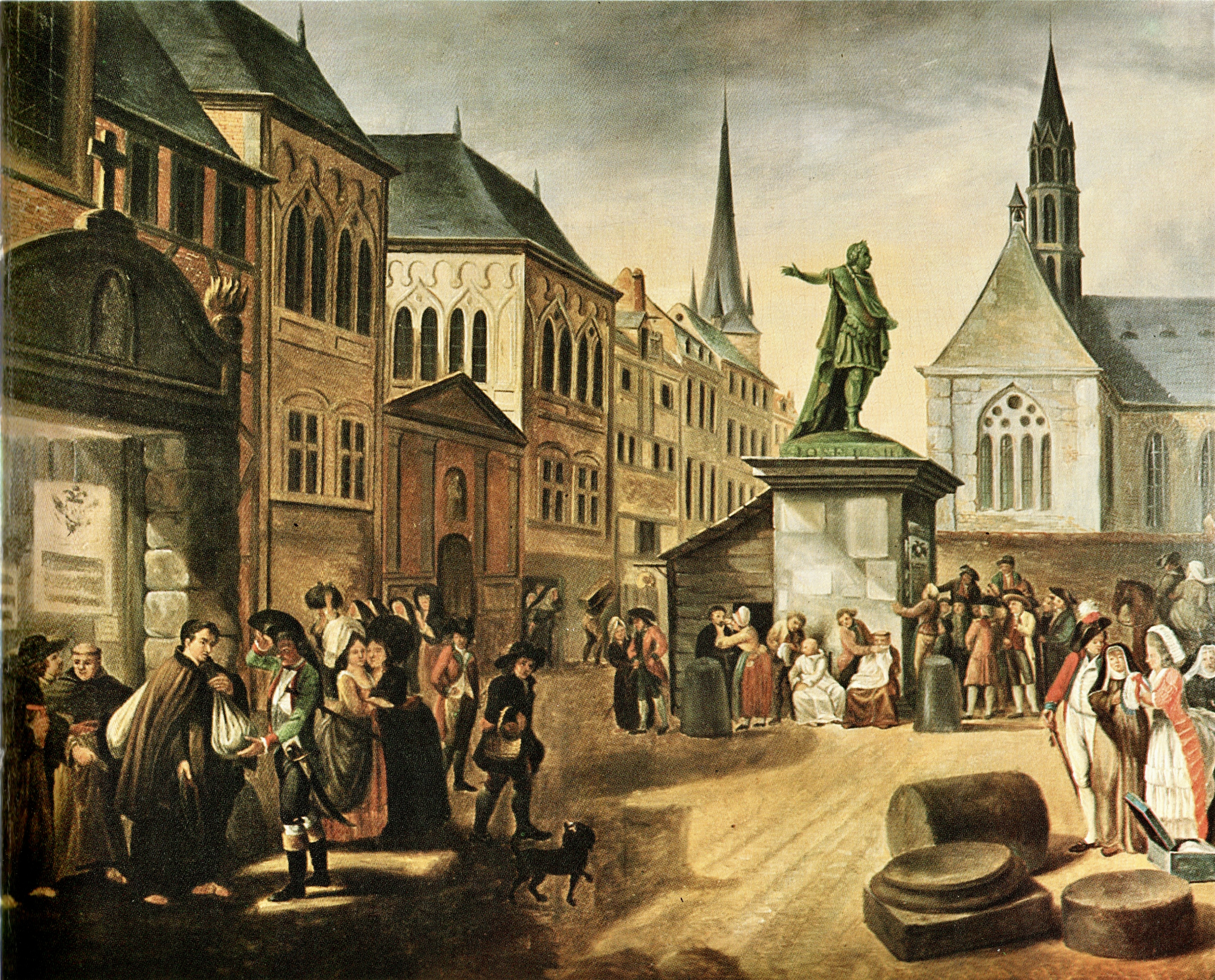
Rušení kláštera roku 1782

12. ledna 1782 císař vydal také sekularizační dekret, jímž zrušil některé církevní řeholní řády a kláštery. To se týkalo všech, které neposkytovaly vzdělávání, zdravotnické služby nebo nevykazovaly vědeckou činnost. Tak bylo zrušeno 140 klášterů – téměř polovina všech v zemi. Toto nařízení se týkalo řádů jezuitů, kamaldulů, kapucínů, karmelitánů, kartuziánů, klarisek, benediktinů, cisterciáků, dominikánů (řád bratří kazatelů), františkánů, paulínů a premonstrátů a v nich žijících 1484 mnichů a 190 jeptišek (nebyly však zrušeny všechny kláštery těchto řádů). Majetek těchto řádů byl převeden do náboženského fondu.
Jeho antiklerikální a liberální inovace přiměly papeže Pia VI. k návštěvě Vídně. Josef svatého otce v březnu 1782 přijal se vší úctou a prezentoval se jako dobrý katolík, ve svém konání se však nenechal ovlivnit.

### Zrušení nevolnictví

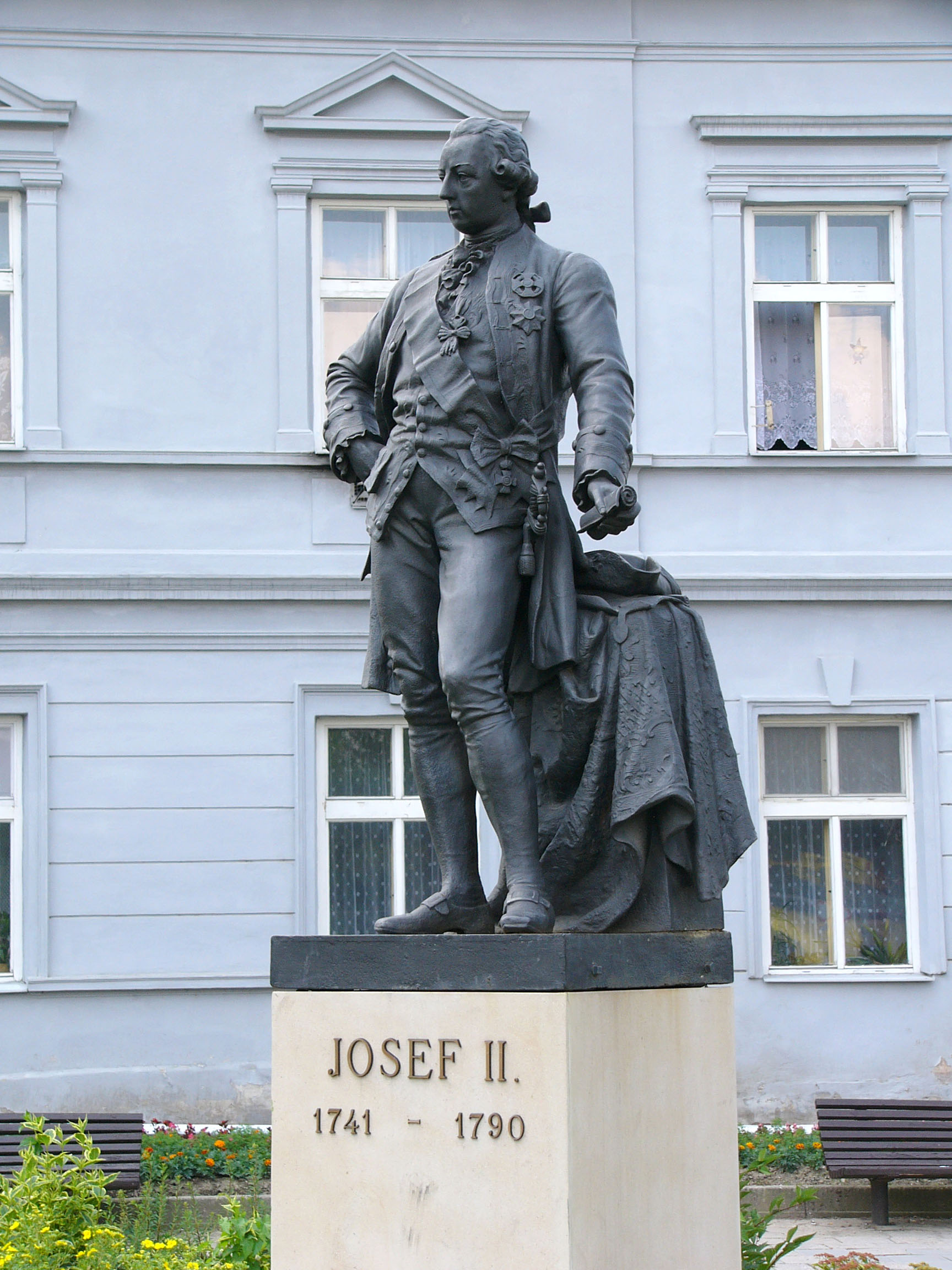
Socha Josefa II. v Uničově

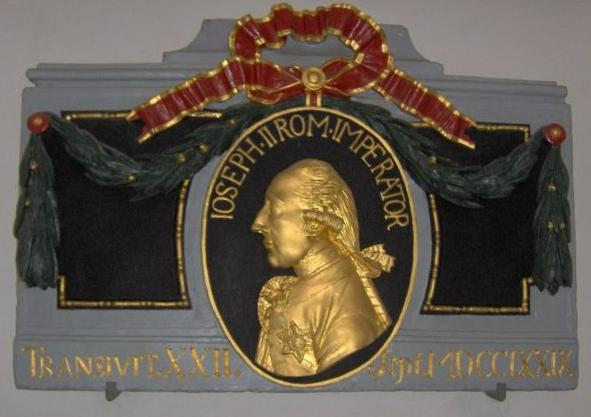
Pamětní deska Josefa II. v Městském muzeu v Děčíně

Dne 1. listopadu 1781 byl vydán tzv. Patent o zrušení nevolnictví, jímž bylo nevolnictví zrušeno a nahrazeno mírnějším poddanstvím, a nadále byla zachována robota (až do roku 1848), čímž byli poddaní vyvázáni z přímé závislosti na vrchnosti, ať šlechtické či církevní. Tato změna mj. znamenala, že poddaní nepotřebovali souhlas vrchnosti, když se chtěli odstěhovat z panství (např. do města nebo na panství jiné vrchnosti), když chtěli uzavřít sňatek s osobou žijící mimo panství, když chtěli dát své děti vyučit řemeslu či studovat, což dřív bez souhlasu vrchnosti nesměli. Z poddanství bylo rovněž možné se vykoupit.
Patent umožnil nárůst vzdělanosti, protože víc lidí mohlo svobodně studovat, a zároveň podnikatelské činnosti, protože rolníci (sedláci) mohli odejít do měst, kde byli zaměstnáni v továrnách, což výrazně podpořilo průmyslovou revoluci v Čechách. Možnost stěhování do měst podpořila i český živel ve městech.

### Berní a urbariální reforma
Velké bouře a brzké zrušení vyvolaly tzv. Josefínský katastr a Berní a urbariální reforma (patent). Josefínský katastr byl soupis veškeré půdy říše, poddanské i panské bez rozdílu a zaváděl její rovné zdanění (rušil tak dřívější mnohé daňové úlevy vrchnosti). Berní a urbariální patent mj. rušil povinnost roboty a nahrazoval ji peněžními dávkami, v přechodném jednoročním období měli poddaní robotovat za mzdu, daňové zatížení poddanských usedlostí nemělo překročit 30 % výnosu pozemku. Oba byly zrušeny ještě za Josefova života.

### Poněmčování
Josef II. se snažil o centralizaci říše. Z toho důvodu chtěl jako jediný a jednotící jazyk prosadit němčinu oproti dosavadnímu respektu k zemským jazykům. Tím a zrušením nevolnictví, které umožnilo stěhování do měst, ale zavdal nechtěně jeden z impulzů k hnutí za obranu národních jazyků, který je v Česku znám jako národní obrození. Přitom byl jedním z panujících Habsburků, kteří uměli česky. Na druhou stranu dominance němčiny také později vedla k uherské revoluci 1848 a nakonec k rakousko-uherskému vyrovnání 1867.

### Příjmení
Císař Josef II. vydal patent, kterým byla uložena povinnost používat neměnná příjmení. Příjmení do té doby bylo jménem druhořadým (doplňovalo jméno křestní). Člověk mohl během života příjmení několikrát změnit.

## Zajímavosti

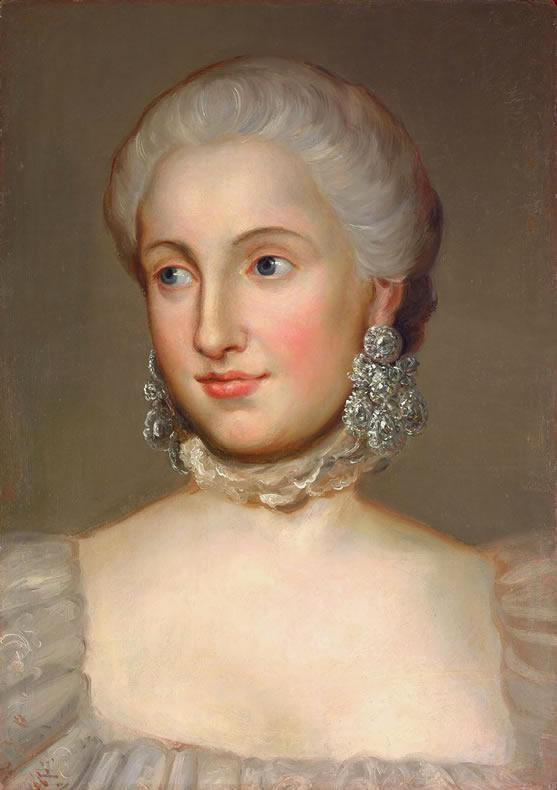
Isabela Parmská, první manželka Josefa II.

- Lidové vrstvy seznamoval s osobností a reformami Josefa II. Václav Matěj Kramerius v díle zvaném Kniha Josefova, kterou sepsal podle německé předlohy v roce 1784.[21]
- Josef II. vstoupil do české literatury mj. v díle Babička Boženy Němcové, jako „pán s trubičkou“ (tj. dalekohledem).
- Jeho asi nejznámější filmovou podobu vytvořil Jeffrey Jones ve filmu Amadeus Miloše Formana, kde byl vyobrazen jako laický milovník hudby.
- Do Herrnhutu se „pozval sám“ (červen 1766). Navštívil tam tiskárnu, lékárnu, továrny na tabák a vosk, nakoupil u sedláře a řemenáře, zadal si výrobu uniformy a bot, prohlédl si chlapecký ústav, dům vdov a dům svobodných sester a zúčastnil se bohoslužby. Pobyt svůj i celé své družiny hradil sám, ubytováni bylo v hostinci, jenž byl narychlo vyklizen a pro císařovy potřeby upraven.[18]
- Josefova první manželka Isabela Parmská byla až do konce jeho života jediná žena, kterou kdy hluboce miloval. Poté, co zemřela na neštovice, zdrcený Josef napsal: „Doma jsem se radoval z blahodárného klidu. Kdykoli jsem musel odjet, jak jsem se těšil, až se vrátím! Dělili jsme se spravedlivě o strasti i radosti, a tak jsme spolu prožili nejšťastnější dny. O to všechno jsem byl oloupen. Žádná princezna, žádná žena nebyla jako ona. Byl jsem to já, kdo vlastnil ten poklad, o který jsem ve dvaadvaceti letech přišel.“[22]
- Druhá Josefova manželka, Marie Josefa Bavorská, ve svých 28 letech podlehla epidemii neštovic, podobně jako první Josefova manželka Isabela. Neštovicím, které tehdy sužovaly Evropu, padly za oběť tisíce lidí.
- Dobová symbolická replika rakouského arcivévodského klobouku z pozlaceného stříbra, použitá při císařské korunovaci Josefa II. ve Frankfurtu, byla vyrobena roku 1764 ve Vídni a je uložena v Schatzkammer tamtéž. Dochován jen skelet, perly a drahé kameny byly v průběhu let ztraceny. Originální arcivévodský klobouk je uchován v klášteře Klosterneuburg.

### Josef II. ve filmu
| František Smolík      | ve filmu Babička z roku 1921            |
| Otakar Brousek starší | v seriálu F. L. Věk z roku 1971         |
| Jeffrey Jones         | ve filmu Amadeus z roku 1984            |
| Aaron Friesz          | v seriálu Marie Terezie z let 2017–2021 |
| Jonas Bloquet         | v seriálu Marie Antoinetta z roku 2022  |

## Vývod z předků
|           |                                             |  |                           |                                                             |  |  |  |  |  |  |  | Mikuláš František Lotrinský |
|           |                                             |  |                           |                                                             |  |  |  |  |  |  |  |                             |
|           | Karel V. Lotrinský                          |  |                           |                                                             |  |  |  |  |  |  |  |                             |
|           |                                             |  |                           |                                                             |  |  |  |  |  |  |  |                             |
|           |                                             |  |                           | Klaudie Lotrinská                                           |  |  |  |  |  |  |  |                             |
|           |                                             |  |                           |                                                             |  |  |  |  |  |  |  |                             |
|           | Leopold Josef Lotrinský                     |  |                           |                                                             |  |  |  |  |  |  |  |                             |
|           |                                             |  |                           |                                                             |  |  |  |  |  |  |  |                             |
|           |                                             |  |                           | Ferdinand III. Habsburský                                   |  |  |  |  |  |  |  |                             |
|           |                                             |  |                           |                                                             |  |  |  |  |  |  |  |                             |
|           | Eleonora Marie Josefa Habsburská            |  |                           |                                                             |  |  |  |  |  |  |  |                             |
|           |                                             |  |                           |                                                             |  |  |  |  |  |  |  |                             |
|           |                                             |  |                           | Eleonora Magdalena Gonzagová                                |  |  |  |  |  |  |  |                             |
|           |                                             |  |                           |                                                             |  |  |  |  |  |  |  |                             |
|           | František I. Štěpán Lotrinský               |  |                           |                                                             |  |  |  |  |  |  |  |                             |
|           |                                             |  |                           |                                                             |  |  |  |  |  |  |  |                             |
|           |                                             |  |                           | Ludvík XIII.                                                |  |  |  |  |  |  |  |                             |
|           |                                             |  |                           |                                                             |  |  |  |  |  |  |  |                             |
|           | Filip I. Orleánský                          |  |                           |                                                             |  |  |  |  |  |  |  |                             |
|           |                                             |  |                           |                                                             |  |  |  |  |  |  |  |                             |
|           |                                             |  |                           | Anna Rakouská                                               |  |  |  |  |  |  |  |                             |
|           |                                             |  |                           |                                                             |  |  |  |  |  |  |  |                             |
|           | Alžběta Charlotta Orleánská                 |  |                           |                                                             |  |  |  |  |  |  |  |                             |
|           |                                             |  |                           |                                                             |  |  |  |  |  |  |  |                             |
|           |                                             |  |                           | Karel I. Ludvík Falcký                                      |  |  |  |  |  |  |  |                             |
|           |                                             |  |                           |                                                             |  |  |  |  |  |  |  |                             |
|           | Alžběta Šarlota Falcká                      |  |                           |                                                             |  |  |  |  |  |  |  |                             |
|           |                                             |  |                           |                                                             |  |  |  |  |  |  |  |                             |
|           |                                             |  |                           | Šarlota Hesensko-Kasselská                                  |  |  |  |  |  |  |  |                             |
|           |                                             |  |                           |                                                             |  |  |  |  |  |  |  |                             |
| Josef II. |                                             |  |                           |                                                             |  |  |  |  |  |  |  |                             |
|           |                                             |  |                           |                                                             |  |  |  |  |  |  |  |                             |
|           |                                             |  | Ferdinand III. Habsburský |                                                             |  |  |  |  |  |  |  |                             |
|           |                                             |  |                           |                                                             |  |  |  |  |  |  |  |                             |
|           | Leopold I.                                  |  |                           |                                                             |  |  |  |  |  |  |  |                             |
|           |                                             |  |                           |                                                             |  |  |  |  |  |  |  |                             |
|           |                                             |  |                           | Marie Anna Španělská                                        |  |  |  |  |  |  |  |                             |
|           |                                             |  |                           |                                                             |  |  |  |  |  |  |  |                             |
|           | Karel VI. Habsburský                        |  |                           |                                                             |  |  |  |  |  |  |  |                             |
|           |                                             |  |                           |                                                             |  |  |  |  |  |  |  |                             |
|           |                                             |  |                           | Filip Vilém Falcký                                          |  |  |  |  |  |  |  |                             |
|           |                                             |  |                           |                                                             |  |  |  |  |  |  |  |                             |
|           | Eleonora Magdalena Falcko-Neuburská         |  |                           |                                                             |  |  |  |  |  |  |  |                             |
|           |                                             |  |                           |                                                             |  |  |  |  |  |  |  |                             |
|           |                                             |  |                           | Alžběta Amálie Hesensko-Darmstadtská                        |  |  |  |  |  |  |  |                             |
|           |                                             |  |                           |                                                             |  |  |  |  |  |  |  |                             |
|           | Marie Terezie                               |  |                           |                                                             |  |  |  |  |  |  |  |                             |
|           |                                             |  |                           |                                                             |  |  |  |  |  |  |  |                             |
|           |                                             |  |                           | Anton Ulrich Brunšvicko-Wolfenbüttelský                     |  |  |  |  |  |  |  |                             |
|           |                                             |  |                           |                                                             |  |  |  |  |  |  |  |                             |
|           | Ludvík Rudolf Brunšvicko-Wolfenbüttelský    |  |                           |                                                             |  |  |  |  |  |  |  |                             |
|           |                                             |  |                           |                                                             |  |  |  |  |  |  |  |                             |
|           |                                             |  |                           | Alžběta Juliana Šlesvicko-Holštýnsko-Sonderbursko-Norburská |  |  |  |  |  |  |  |                             |
|           |                                             |  |                           |                                                             |  |  |  |  |  |  |  |                             |
|           | Alžběta Kristýna Brunšvicko-Wolfenbüttelská |  |                           |                                                             |  |  |  |  |  |  |  |                             |
|           |                                             |  |                           |                                                             |  |  |  |  |  |  |  |                             |
|           |                                             |  |                           | Albrecht Arnošt I. Öttingenský                              |  |  |  |  |  |  |  |                             |
|           |                                             |  |                           |                                                             |  |  |  |  |  |  |  |                             |
|           | Kristýna Luisa Öttingenská                  |  |                           |                                                             |  |  |  |  |  |  |  |                             |
|           |                                             |  |                           |                                                             |  |  |  |  |  |  |  |                             |
|           |                                             |  |                           | Kristýna Frederika Württemberská                            |  |  |  |  |  |  |  |                             |
|           |                                             |  |                           |                                                             |  |  |  |  |  |  |  |                             |